# 上郷村 (愛知県西加茂郡)
上郷村（かみこうむら）は、かつて愛知県西加茂郡にあった村。
現在の豊田市の一部である（猿投地区の越戸町・花本町・荒井町・四郷町・御船町）に該当する。

## 歴史
- 1889年（明治22年）10月1日 - 越戸村、花本村、荒井村、四郷村、御船村が合併し、上郷村が発足。
- 1906年（明治39年）7月1日 - 広澤村、および富貴下村の一部[1]が合併し、猿投村が発足。同日上郷村は廃止。